# Anatoli Bondarenko
Anatoli Bondarenko (Vínnitsa, URSS, 20 de diciembre de 1943 - Moscú, 13 de noviembre de 2021) fue un deportista soviético que compitió en judo y sambo.

## Trayectoria
Graduado de la Escuela Técnica Superior de Tanques de Kiev en 1970. Jugó para el ejército soviético (Kiev) y SKA (Leningrado). Fue miembro de la selección nacional de la URSS en 1964-1970.
Ganó tres medallas en el Campeonato Europeo de Judo entre los años 1964 y 1969. Fue campeón de la URSS en sambo (1963-1965, 1968 y 1969); medallista de plata (1967) y bronce (1966) de los campeonatos sambo de la URSS.
Dejó el deporte en 1975 y se trasladó a vivir a Moscú. Falleció el 13 de noviembre de 2021 a causa de los efectos del coronavirus.
| Campeonato Europeo | Campeonato Europeo    | Campeonato Europeo | Campeonato Europeo |
| Año                | Lugar                 | Medalla            | Categoría          |
| ------------------ | --------------------- | ------------------ | ------------------ |
| 1964               | Berlín Oriental (RDA) | Medalla de oro     | –80 kg (A)         |
| 1965               | Madrid (España)       | Medalla de bronce  | –80 kg (A)         |
| 1969               | Ostende (Bélgica)     | Medalla de oro     | –80 kg             |